# Colorado Kid
Colorado Kid (ang. The Colorado Kid) – powieść kryminalna Stephena Kinga, wydana we wrześniu 2005 roku. Jedna z najkrótszych powieści tego autora; oryginalne angielske wydanie liczyło 184 strony.

## Fabuła
W sposób charakterystyczny dla powieści szkatułkowej dwoje podstarzałych dziennikarzy opowiada historię nierozwiązanego morderstwa swojej praktykantce. 
Nieznanego mężczyznę znaleziono martwego na plaży. Wedle pierwszych ustaleń udławił się kawałkiem mięsa. Spartaczonej przez policjantów sprawie przyglądają się jednak miejscowi dziennikarze. W ich oczach, sprawa nie jest tak jasna.

## Polskie wydania
Pierwsze polskie wydanie ukazało się w październiku 2005 roku nakładem wydawnictwa Prószyński i S-ka; liczyło 120 stron (ISBN 978-83-7469-082-9). Autorem przekładu jest Maciejka Mazan.